# Палочка
Ӏ, също ӏ, или палочка (на руски: па̀лочка – „пръчица“) е буква от кирилицата.
Използва се в много от кавказките езици, като например в абазинския, адигейския, аварския, чеченския, даргинския, ингушкия, кабардиския, лакския, лезгинския, и табасаринския.
В повечето случаи палочката не притежава собствена звукова стойност, а се използва за промяна в произношението на предходната буква. Обикновено превръща предхождащи съгласни звукове в изтласкващи. Пример от аварския език: кӀалъазе [kʼaˈɬaze] („да говоря“).
Но в кабардинския, чеченския, ингушкия и адигейския език палочката притежава самостоятелна звукова стойност, бележейки беззвучната гласилкова преградна съгласна /ʔ/. Например кабардинската дума „елъэӀуащ“ [jaɬaˈʔʷaːɕ]. Въпросният звук би могъл да се онагледи с българското произношение на отрицателното възклицание „ъ-ъ“ [ʔɤ-ʔɤ], както и със стандартното английско (Queen's English) произношение на „button“ [b̥ɐʔn̩]. В чеченския език палочката обозначава и звучната глътъчна проходна съгласна /ʕ/.
Ӏ се използва и в различни двубуквени или трибуквени съчетания (диграфи и триграфи) като ФӀ, ПӀ, КӀ или КIу.
В Уникод палочката имаше само главна буква. Често, поради неподдържането на необходимата компютърна кодировка вместо палочката се използва латинската буква I или цифрата 1.